# Siechendorf
Siechendorf ist ein Gemeindeteil der Gemeinde Zolling im Landkreis Freising (Oberbayern). 

## Geographie
Der Weiler liegt etwa drei Kilometer nordwestlich von Zolling.

## Geschichte
Die erste schriftliche Erwähnung des Orts als Sigiheresdorf erfolgte in den Traditionen des Hochstifts Freising in der Zeit zwischen 957 und 972. 
Das Amt Siechendorf war bis Anfang des 19. Jahrhunderts ein wichtiger Verwaltungssitz des Landgerichts Moosburg. Es war für die Obmannschaften Preinerszell, Willertshausen, Herbersdorf, Raffenstetten, Länbach, Haindlfing, Berghaselbach, Aufham, Kratzerimbach und Wimpasing zuständig. Durch Fusion der bis 1803 zum Hochstift Freising gehörenden Hofmark Zolling und der ehemals niederbayerischen Obmannschaft Siechendorf entstand 1818 im Zuge der Verwaltungsreformen in Bayern die selbstständige politische Gemeinde (Unter-)Zolling.